# Lucio Muñoz

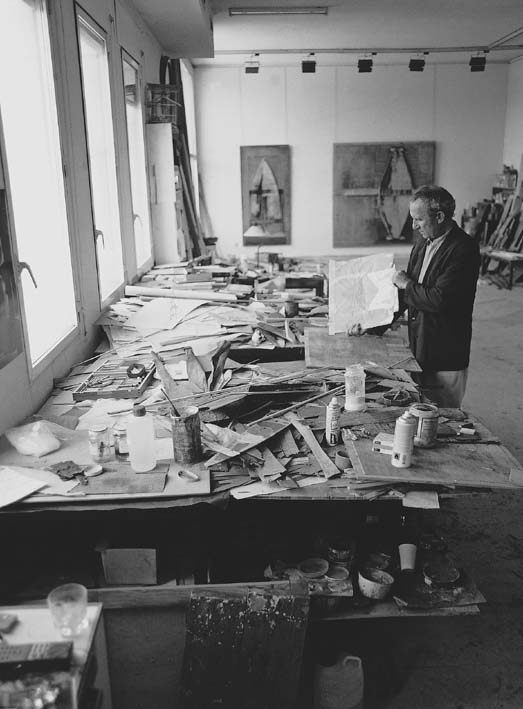
Lucio Muñoz

Lucio Muñoz (* 27. Dezember 1929 in Madrid; † 24. Mai 1998 ebenda) war ein spanischer Maler. Seine Arbeiten auf Holz sind bemerkenswert. In der Mitte der 1960er Jahre interessierte sich Muñoz zunehmend für das Alltägliche. Seine Porträts und Objekte, seine Darstellungen von Tieren und toten Menschen zeigen den deutlichen Einfluss der realistischen Sichtweise.

## Leben und Werk
Muñoz wurde von der Schule verwiesen und hat deshalb im Laden seines Vaters gearbeitet. Später studierte er in der Real Academia de Bellas Artes de San Fernando (Königliche Akademie der Schönen Künste von San Fernando), wo er Student von Eduardo Chicharro y Agüera war. Nachdem er seine akademische Ausbildung beendet hatte, lernte er die Realisten aus Madrid wie Antonio López, die Brüder Julio und Francisco López Hernández und Amalia Avia (später seine Frau) kennen.
1956 bekam Lucio Muñoz ein Stipendium der französischen Regierung. Dort setzte er sich mit dem Werk von Antoni Tàpies und Jean Dubuffet auseinander. Die danach entstandenen Werke von Muñoz werden dem Informalismus zugerechnet.
1983 gewann er den spanischen nationalen Preis für bildende Künste. 1989 widmete das Museo Reina Sofía de Madrid seinem Werk eine anthologische Ausstellung.
Lucio Muñoz arbeitete mit verschiedenen Materialien, wie verbranntes Papier, Holz usw. Er durchbohrte, zerriss, machte Schnitte in die Leinwand, wie ein informalistischer Künstler. Seine informellen Werken sind farbenreich, aber Schwarz dominiert. Am Ende war sein Stil weniger aggressiv, weil er andere Materialien verwendete.